# Boubacar Talatou
Boubacar Talatou (Niamey, 12 marzo 1989) è un calciatore nigerino, centrocampista dell'US Gendarmerie Niamey.

## Carriera

### Club
Gioca dal 2011 al 2013 nella massima serie sudafricana; dopo aver giocato per alcuni anni in patria, nel 2016 gioca in Angola con il Recreativo Caála, formazione della prima divisione locale. A fine stagione torna a giocare in Niger. Nel 2019 va a giocare nella prima divisione del Mali allo Djoliba.

### Nazionale
Gioca in nazionale dal 210; ha partecipato alla Coppa d'Africa del 2012 ed a quella del 2013.